# براندن دورست
براندن دورست هو سياسي أمريكي، ولد في 15 يناير 1980 في بويسي في الولايات المتحدة. نشط حزبياً في الحزب الديمقراطي. وقد انتخب عضو مجلس ولاية أيداهو ‏ وانتخب عضو مجلس نواب ايداهو ‏.

## وصلات خارجية
- الموقع الرسمي